# Károly Kovács (Radsportler)
Károly Kovács war ein ungarischer Radrennfahrer und nationaler Meister im Radsport.

## Sportliche Laufbahn
Kovács war im Straßenradsport aktiv. 1947 gewann er die nationale Meisterschaft im Straßenrennen über 100 Kilometer vor Gyula Csikós. 1949 holte er den Straßentitel vor Tibor Vida. Die Internationale Friedensfahrt fuhr er zweimal. 1948 wurde er 37. auf dem Kurs von Warschau nach Prag, 1949 kam er auf den 17. Rang.